# Thorsminde
Thorsminde (indtil 1995 stavet Torsminde) er en fiskeriby med 280 indbyggere  (2025) omtrent midt på landtangen der adskiller Nissum Fjord og Vesterhavet i det nordlige Vestjylland. Byen hører til Sønder Nissum Sogn og Holstebro Kommune i Region Midtjylland.
Sandbankerne ud for Thorsminde er udpeget som habitatområde (H254).

## Thorsminde fiskerihavn
Nissum Fjords afløb til Vesterhavet gennembrød den klitrække, der lukker for fjorden, ved en stormflod 1741 og holdt sig åben til 1804, men viste sig siden hyppigere og hyppigere tilbøjelig til at sande til, så at det måtte holdes åbent ved fornyede udgravninger.
I 1868-1870 forsøgte et engelsk handelsselskab at etablere en kanal med sluse til at regulere vandstanden i Nissum Fjord, men dette projekt blev opgivet i 1885 på grund af tilsanding. Først i 1930 reetablerede den danske stat slusen med to afvandingsgennemløb og en kammersluse til skibene. Samtidig byggede staten også to læmoler på havsiden, og dermed startede fiskeriet fra stedet. Det voksede støt gennem årene og i 1960'erne var behovet for udbygninger så stort, at det til sidst lykkedes for lokale kræfter at få gennemført byggeriet af et havnebassin uden for slusen i 1967 – Vesthavnen.
Thorsminde Fiskerihavn havde i 1980’erne og 1990’erne omkring 75 hjemmehørende fiskefartøjer, og havnen har flere gange været brugt af op mod 100 tilrejsende fiskefartøjer. De seneste års stramninger i fiskeriet har påvirket Thorsminde, så der ved 40-års jubilæet i 2007 kun er omkring 25 fartøjer tilknyttet havnen. Havnen udvides for at servicere vindmølleparken Thor 22 km vest for byen.

## Surfing
Thorsminde er nu ved at blive en anerkendt surfdestination. På sydsiden af den sydlige store mole ved slusen forekommer der ved nordlig eller nordvestlig vind- og bølgeretning store bølger der er velegnet til surfing.
På den østlige side af byen findes Nissum Fjord, som er et godt sted at kitesurfe og windsurfe. Der udbydes lektioner ved den lokale campingplads, der stiller instruktører og udstyr til rådighed.

## Strandinger
Ud for Thorsminde strandede under Napoleonskrigene de to britiske orlogsfartøjer HMS St George (98 kanoner) og HMS Defence (74 Kanoner), tilhørende den britiske Østersøflåde 23. og 24. december 1811 under en voldsom storm. Det var den største stranding på vestkysten, og næsten hele besætningen på ca. 1.300 mand omkom. Der blev i 1937 rejst en mindesten ud for forlisstedet, og i Strandingsmuseet vises udstillinger om katastrofen og andre strandinger i området, der også var berørt af søslag under 1. verdenskrig.

## Befolkningsudvikling
| År   | Indbyggere |
| ---- | ---------- |
| 1960 | 438        |
| 1965 | 461        |
| 1976 | 609        |
| 1981 | 647        |
| 1986 | 647        |
| 1989 | 633        |
| 1996 | 602        |
| 2000 | 541        |
| 2004 | 482        |
| 2012 | 393        |

## Kommunale forhold
Thorsminde hørte fra 1970 til 2007 til Ulfborg-Vemb Kommune.
- Slusen og indsejlingen til havnen
- Kanalen set fra den yderste ende af molen
- Redningsstation Thorsminde (sv)
- Udstillingsbygning lige øst for Strandingsmuseet
- En række gamle ankre ved Strandingsmuseet